# Khwaja Baha Wuddin (huyện)
Khwaja Bahawuddin là một huyện thuộc tỉnh Takhar, Afghanistan. Dân số thời điểm năm 1999 là -11,8 người.